# Couloir Hornbein

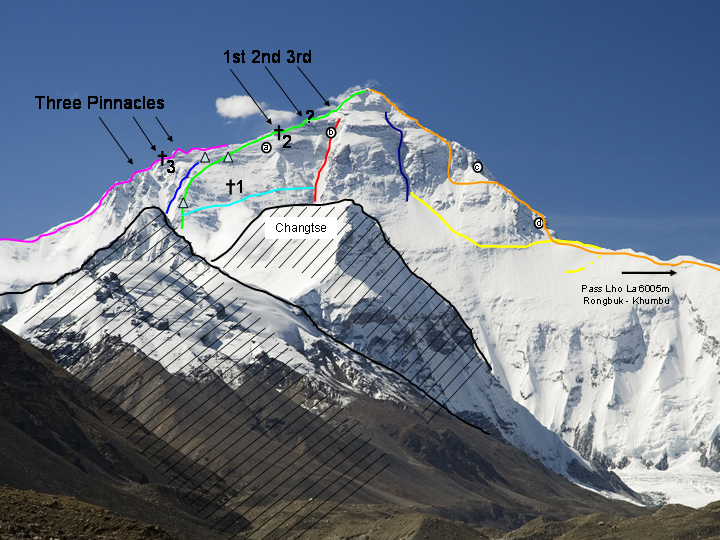
Points d'intérêt sur la face nord du mont Everest, couloir Hornbein en bleu foncé

Le couloir Hornbein est un couloir étroit et raide situé à l'ouest de la face nord du mont Everest au Tibet, qui s'étend de 8 000 à 8 500 m d'altitude, 350 m au-dessous du sommet,.
Pour les 400 premiers mètres verticaux, le couloir s'incline à environ 47°, et les derniers 100 mètres sont plus étroits et plus raides avec une inclinaison moyenne d'environ 60°. À l'est, sur la face nord, avec moins d'angle, se trouve le couloir Norton, beaucoup plus grand.
C'est le trajet le plus direct pour descendre la face nord de la montagne.

## Toponymie
Le couloir tire son nom de Thomas Hornbein, membre de l'expédition américaine de 1963 sur l'Everest, qui a pris part à la première ascension.